# Disco

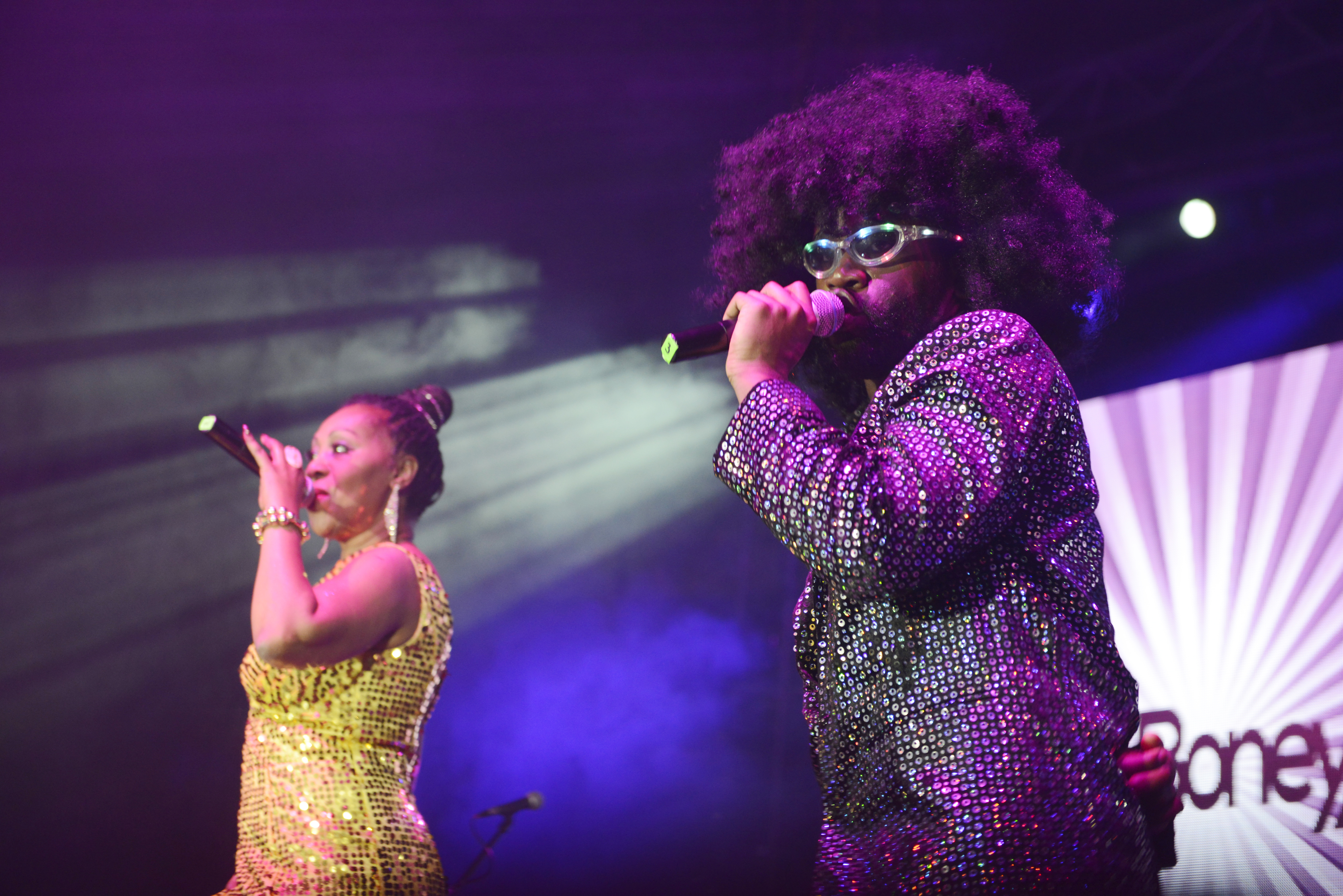
Disco

Disco, znane także pod nazwą muzyka dyskotekowa – gatunek muzyki popularnej będący rodzajem rytmicznej muzyki tanecznej, głównie, choć nie wyłącznie, przeznaczonej do tańca w dyskotekach. Szczególnie popularny w drugiej połowie lat siedemdziesiątych XX wieku.

## Cechy gatunku
- Najczęściej metrum 4/4, nieakcentowane, z bębnem basowym grającym wszystkie ćwierćnuty w takcie, czyli tzw. four-to-the-floor[3].
- Przeważająca ósemkowa długość dźwięków.
- Instrumentacja: stosowanie hi-hatu, redukcja roli gitary prowadzącej.

## Wykonawcy
Najbardziej znanymi przedstawicielami są zespoły i wykonawcy tacy jak: ABBA, Afric Simone, À La Carte, Amanda Lear, Arabesque, Baccara, Bee Gees, Belle Epoque, Bimbo Jet, Boney M., Brotherhood of Man, Cherry Laine, Dalida, Donna Summer, Dschinghis Khan, Eruption, George Baker Selection, Gibson Brothers, Goombay Dance Band, La Bionda, Luv’, Maywood, Ottawan, Saragossa Band, Secret Service, Silver Convention, The Rubettes, Village People.

## Historia

### Wpływy
Styl znany pod nazwą disco, rozwinął się początkowo w Stanach Zjednoczonych pośród społeczności afroamerykańskich i hiszpańskich. Najistotniejszy wpływ na powstanie gatunku miały gatunki funk, salsa, psychodelia i soul.

### Początki
Pod koniec lat 60. muzycy i publiczność R&B ze społeczności czarnoskórych, włoskich i latynoskich przyjęli szereg cech subkultur hipisowskich i psychodelii. Obejmowały one korzystanie z sal muzycznych z głośnym, przytłaczającym dźwiękiem, swobodny taniec, odlotowe oświetlenie, kolorowe kostiumy oraz stosowanie środków halucynogennych. Psychodeliczne grupy soulowe takie jak Chambers Brothers, a szczególnie Sly and the Family Stone wywarły wpływ na proto-disco i twórców takich jak Isaac Hayes, Willie Hutch i stylu soul znanego jako Philadelphia Sound. Popularność disco zdobyło w drugiej połowie lat sześćdziesiątych tzw. proto-disco (wczesne disco). Z kolei po 1970 powstały utwory daleko różniące się od dotychczasowej muzyki, m.in. Barry’ego White’a, który kierował Love Unlimited Orchestra (przebój „Love’s Theme”, 1973), cechowane przez mnogość instrumentów. Pierwszy artykuł o muzyce disco został napisany w 1973 roku przez Vince Aletti dla magazynu Rolling Stone. Jednak pierwsze utwory w stylu czystego disco pojawiły się około 1974. Były to m.in.: „Rock The Boat” Hues Corporation (1974), „You’re the First, the Last, My Everything” Barry’ego White’a (1974), i utwór Donny Summer pt. „Love to Love You Baby” (1975). W 1974 roku w Nowym Jorku na antenie radia WFAN-FM miało swoją premierę pierwsze disco show.

### Era disco
Od połowy lat siedemdziesiątych muzyka disco stawała się coraz bardziej popularna. Disco stało się obecne w mediach, a także w filmie. Powstały wielkie dyskoteki, jak np. Studio 54. Wydawane były dyskotekowe czasopisma, istniały liczne stacje radiowe nadające disco całą dobę. Muzyka disco opanowała niemal cały świat.
Ważniejsze przeboje tego okresu to:

#### 1971
- „Butterfly” (Danyel Gerard, 1971)[11]

#### 1972
- „Mexico” (Les Humphries Singers, 1972)[12]
- „Chirpy Chirpy Cheep Cheep” (Middle of the Road, 1972)[13]
- „Beautiful Sunday” – Daniel Boone
- „Pretty Belinda” – Chris Andrews
- „Co-co” – The Sweet

#### 1973
- „Yellow Boomerang” (Middle of the Road, 1973)[14]
- „Mama Loo” (Les Humphries Singers, 1973)[15]

#### 1974
- „Kung Fu Fighting” (Carl Douglas, 1974)[16]
- „Waterloo” (ABBA, 1974)[17]
- „El Bimbo” (Bimbo Jet, 1974)[18]

#### 1975
- „Dance the Kung Fu” (Carl Douglas, 1975)[19]
- „Juke Box Jive” (The Rubettes, 1975)[20]
- „Shake Shake Shake” (KC & The Sunshine Band, 1975)
- „You Sexy Thing” (Hot Chocolate, 1975)[21]
- „Una Paloma Blanca” (George Baker Selection, 1975)[22]
- „Fly Robin Fly” (Silver Convention, 1975)[23]
- „Ramaya” (Afric Simone, 1975)[24]

#### 1976
- „Car Wash” (Rose Royce, 1976)
- „Love Machine” (The Miracles, 1976)
- „Heaven Must Be Missing an Angel” (Tavares, 1976)
- „Georgie” (Pussycat, 1976)[25]
- „Daddy cool” (Boney M., 1976)[26]
- „Sunny” (Boney M., 1976)
- „Playa Blanca” (Afric Simone, 1976)[27]

#### 1977
- „Stayin’ Alive” (Bee Gees, 1977)
- „I Can’t Stand the Rain” (Eruption, 1977)
- „Fantasy” (Earth, Wind & Fire, 1977)
- „Belfast” (Boney M., 1977)
- „Ma Baker” (Boney M., 1977)
- „Yes Sir I Can Boogie” (Baccara, 1977)[28]
- „I feel love” (Donna Summer, 1977)[29]
- „Hafanana” (Afric Simone, 1977)[30]
- „Amada Mia, Amore Mio” (El Pasador, 1977)[31]

#### 1978
- „Painter Man” (Boney M., 1978)[32]
- „Heart of Glass” (Blondie, 1978)
- „Le Freak” (Chic, 1978)
- „Enigma” (Amanda Lear, 1978)
- Rasputin (Boney M., 1978)
- „I Will Survive” (Gloria Gaynor, 1978)
- „One for you, one for me” (La Bionda, 1978)[33]
- „Y.M.C.A.” (Village People, 1978)[34]
- „Born to be alive” (Patrick Hernandez, 1978)[35]
- „Catch the Cat” (Cherry Laine, 1978)[36]
- „You’re the greatest lover” (Luv’, 1978)[37]
- „Bamba Dabam” (El Pasador, 1978)[38]
- „Linda Linda” (Tee Set, 1978)[39]
- „Friday night” (Arabesque, 1978)[40]

#### 1979
- „Voulez-Vous” (ABBA, 1979)
- „Gotta go home” (Boney M., 1979)
- „We Are Family” (Sister Sledge, 1979)
- „Bad Girls” (Donna Summer, 1979)
- „Easy Come, Easy Go” (2 plus 1, 1979)[41]
- „Trojan Horse” (Luv’, 1979)[42]
- „Zabadak” (Saragossa Band, 1979)[43]
- „Does Your Mother Know” (ABBA, 1979)
- „Gimme! Gimme! Gimme! (A Man After Midnight)” (ABBA, 1979)
- Angeleyes (ABBA 1979)
- „Enigma (Give a Bit Of Mmh To Me)” (Amanda Lear, 1979)

#### 1980
- „Upside Down” (Diana Ross, 1980)
- „Celebration” (Kool and the Gang, 1980)
- „Funky Town” (Lipps Inc, 1980)[44]
- „Eldorado” (Goombay Dance Band, 1980)[45]
- „Late At Night” (Maywood, 1980)[46]
- „Doctor, Doctor” (À La Carte, 1980)[47]
- „D.I.S.C.O.” (Ottawan, 1980)[48]
- „Oh Susie” (Secret Service, 1980)[49]
- „I See A Boat On The River” (Boney M., 1980)[50]

#### 1981
- „Malaika” (Boney M., 1981)[51]
- „In For A Penny, In For A Pound” (Arabesque, 1981)[52]
- „Japanese Boy” (Aneka, 1981)[53]
- „The Land Of Make Believe” – Bucks Fizz
- „Get Down On It” – Kool & The Gang
- „Super Freak” – Rick James
- „Lady (You Bring Me Up)” – The Commodores
- „Can’t Take My Eyes Off You” – Boy Town Gang
- „Let’s Groove” – Earth, Wind, & Fire
- „Rapture” – Blondie
- „Japanese Boy” – Aneka
- „Stars On 45” – Starsound

#### 1982
- „It’s Raining Men” – (The Weather Girls, 1982)
- „Goombay Dance Band” – (My Bonnie, 1982)
- „Costa Blanca” (Fantastique, 1982)[54]

#### 1983
- „Comment ça va” (The Shorts, 1983)[55]
- „Sunrise In Your Eyes” (Arabesque, 1983)[56]
- „Playa blanca” (Audrey Landers, 1983)[57]

Pierwszy film dyskotekowy powstaje w 1977 i nosi tytuł „Gorączka sobotniej nocy”, muzykę do niego stworzyła grupa Bee Gees. Potem były „Dzięki Bogu już piątek” (1978), „Roller Boogie” (1979) oraz „Xanadu” (1980) i Disco Dancer.

#### Parodie
Stworzono kilka parodii stylu disco. Rick Dees, amerykański DJ radiowy w Memphis w Tennessee nagrał utwory „Disco Duck” (1976) oraz „DIS-Gorilla” (1977). Frank Zappa parodiował styl życia tancerzy disco w piosence pt. „Disco Boy” nagranej w 1976 roku, pochodzącej z albumu Zoot Allures i w piosence pt. „Dancin’ Fool” nagranej w 1979 roku, pochodzącej z albumu Sheik Yerbouti.

### Spadek popularności
Po 1980 popularność muzyki disco zaczęła spadać. Wpływ na spadek popularności miały organizacje zwalczające nowy światowy trend. 12 lipca 1979 r. na stadionie miejskim w Chicago miała miejsce tzw. “Noc Zniszczenia Disco – Disco Demolition Night”, kiedy to masowo palono płyty disco, doprowadzając do starć na stadionie. Od roku 1983 muzykę zdominowały już inne gatunki. Disco wyparła nowa fala, a w szczególności jej najlżejsza odmiana, new romantic, a później dużą popularność kosztem tego gatunku zyskała też muzyka punk. Natomiast w latach 80. XX wieku z muzyki dyskotekowej popularne były podgatunki: italo disco i euro disco. Najgorszym okresem dla twórców muzyki disco były lata 1983–1985. W tych latach niektórzy wykonawcy tego gatunku próbowali przetrwać poprzez zmianę stylu wykonywanej muzyki, ale wielu artystów w tym właśnie okresie zniknęło bezpowrotnie z rynku muzycznego. Muzyka disco wywarła kluczowy wpływ na powstanie w latach 80. XX wieku gatunku elektronicznej muzyki tanecznej określanego nazwą house.

#### Euro disco
Ponieważ popularność muzyki disco gwałtownie spadła w Stanach Zjednoczonych, a z jej promowania zrezygnowały największe amerykańskie wytwórnie muzyczne i producenci muzyczni to europejska scena disco kontynuowała ewolucje w obrębie głównego nurtu sceny muzyki pop. Na europejskiej scenie muzyki disco działały zespoły i twórcy m.in. Silver Convention, Love and Kisses, Munich Machine, a także amerykańscy twórcy Donna Summer i Village People, którzy stworzyli brzmienie stylu zdefiniowanego pod koniec lat 70. XX wieku jako euro disco, w którym zastosowano w linii basowej syntezator Mooga.

### Lata 90. XX wieku
Gatunek ten jednak od połowy lat 90. przeżywa swą drugą młodość. Przełożyło się to na dużą liczbę koncertów Donny Summer oraz zwiększoną liczbą koncertów takich twórców jak Bee Gees, Kool & The Gang, Boney M., Glorii Gaynor, Earth, Wind & Fire. Duży wpływ miało na to też przerabianie starych przebojów tego gatunku przez znanych DJ-ów.

### Po 2000 roku
W 2005 roku ukazał się album wokalistki Madonny pt. Confessions on a Dance Floor, na którym się znajdują utwory utrzymane w tym gatunku muzycznym, a pochodząca z tego albumu piosenka Hung Up zawiera w linii melodycznej sampel z piosenki disco szwedzkiego zespołu ABBA pt. "Gimme! Gimme! Gimme! (A Man After Midnight)". W 2013 roku na listach przebojów pojawiło się kilka utworów w stylu funk i disco, a przez to listy muzyki pop miały więcej utworów tanecznych niż w jakimkolwiek innym okresie od końca lat 70. XX wieku. Największym hitem muzyki disco w 2013 roku był utwór „Get Lucky” autorstwa zespołu Daft Punk nagrany z udziałem Pharrella Williamsa, w którego nagraniu udział wziął też Nile Rodgers na gitarze, album Random Access Memories, z którego pochodzi utwór otrzymał nagrodę Grammy w 2014 roku. Inne nagrane w tym czasie piosenki w stylu disco, które znalazły się w Top 40 to „Blurred Lines” Robina Thicke’a, „Take Back The Night” Justina Timberlake’a oraz „Treasure” Bruno Marsa. W 2014 roku elementy muzyki disco można znaleźć w utworach „Artpop” Lady Gagi i „Birthday” wokalistki Katy Perry. Inne piosenki disco z 2014 roku to „I Want It All” amerykańskiego duetu Karmin i „Wrong Club” brytyjskiego duetu The Ting Tings. W 2016 roku piosenka Justina Timberlake’a pt. „Can’t Stop The Feeling", która zawiera elementy muzyki disco, stał się 26. piosenką, która od debiutu stała się numerem jeden na liście Billboard Hot 100 w historii wykresu. Amerykański film pt. Marsjanin z 2015 roku intensywnie wykorzystuje muzykę disco jako element ścieżki dźwiękowej.

#### Nu disco
Nu disco to gatunek muzyki tanecznej powstały w XXI wieku, związany z ponownym zainteresowaniem amerykańską muzyką disco lat 70. XX wieku oraz syntezatorową europejską muzyką taneczną lat 80. XX wieku, w tym euro disco oraz italo disco. Obecnie istnieje kilka odmian muzyki związanych z gatunkiem nu-disco, w tym disco house, który charakteryzuje połączenie muzyki disco z muzyką house i wywodząca się z disco muzyka Balearów, znana również jako balearic beat revival lub balearica.

## Muzyka disco w Polsce
W 1973 roku we Wrocławiu odbył się Pierwszy Ogólnopolski Turniej Prezenterów Dyskotek. W 1983 roku pojawiła się postać Franka Kimono, który miał być parodią muzyki disco. W Polsce muzyka disco była popularna w latach 90. XX wieku za sprawą nurtu polskiej muzyki tanecznej powstałego w latach 80. XX wieku z połączenia podgatunków muzyki disco – euro disco i italo disco z muzyką biesiadną – disco polo. 27 września 2011 roku został w Polsce uruchomiony kanał telewizyjny poświęcony w całości muzyce dyskotekowej – TV.Disco, który istniał do 25 czerwca 2015 roku.

## Podsumowanie
Dzięki muzyce disco dużą popularność zdobyła muzyka elektroniczna. Niektóre elementy stylu disco zostały zaadaptowane przez grupy spoza tego kręgu m.in. ABBA, The Rubettes i inne. Nawet tacy artyści rockowi, jak The Rolling Stones, Kiss czy Rod Stewart nagrali piosenki i płyty w tym stylu. Gloria Gaynor wydała w 1975 pierwszą płytę przeznaczoną do użytku dyskotekowego, a w 1976 roku zostaje wydany pierwszy tzw. Disco single, czyli 12-calowy singiel. Disco miało wpływ na powstanie muzyki rap, hip-hop, Euro disco, Italo disco, disco polo, dance-pop, eurodance, house oraz na początki muzyki techno.
Muzykę dyskotekową do perfekcji doprowadził zespół Bee Gees, którego okres największej popularności (koniec lat 70.) zbiegł się ze szczytem dyskotekowego szału. Muzyka disco była jednym z elementów subkultury disco, dominującej w młodzieżowej kulturze masowej tamtych czasów.